# Марк Меней
Марк Меней (Marcus Meneius) е политик на Римската република през 4 век пр.н.е. Произлиза от плебейската фамилия Менеи.
През 384 пр.н.е. Марк Меней е народен трибун заедно с Квинт Публилий.
Консулски военни трибуни са Марк Фурий Камил, Сервий Корнелий Малугиненсис, Гай Папирий Крас, Публий Валерий Поцит Попликола, Сервий Сулпиций Камерин и Тит Квинкций Цинцинат Капитолин.
Тази година обвиненият, че желае царската титла бивш консул Марк Манлий Капитолин е екзекутиран на Тарпейската скала.